# L'altra domenica/Bella come me non hai avuto nessuno
L'altra domenica/Bella come me non hai avuto nessuno è il primo singolo del gruppo musicale italiano Le Sorelle Bandiera, pubblicato nel 1978.

## Descrizione
Il disco contiene la sigla della trasmissione televisiva di Renzo Arbore L'altra domenica, il brano L'altra domenica, cover, con testo di Renzo Arbore, del brano Rum and Coca Cola, composto da Jeri Sullivan, Morey Amsterdam e Paul Baron, originalmente cantato dalle Andrews Sisters.
Il brano era il cavallo di battaglia delle Sorelle Bandiera, che lo eseguivano dal vivo alla discoteca gay L'Alibi di Roma, all'interno del loro spettacolo Carousel 77. Il locale, rivolto a un pubblico misto, era ampiamente frequentato dai VIP della capitale, compreso Arbore e l'allora sua compagna Mariangela Melato, che ebbe modo di scoprire il talento del trio en travesti, che portò poi nel proprio programma televisivo L'altra domenica.
Lato B del disco è invece il brano Bella come me non hai avuto nessuno, opera di Adriano Fabi, in arte Cashin, e Renzo Arbore.
L'arrangiamento del disco è opera di Paolo Ormi, mentre il cantato è delle Baba Yaga, che prestavano le voci alle Sorelle Bandiera, che cantavano in lipsync. Qui le coriste vengono accreditate per l'unica volta.
Del disco esiste un'unica edizione in vinile 7" pubblicato da Cetra nel 1978 con numero di catalogo SP 1680. I brani contenuti nel singolo non sono mai stati inclusi in nessun album, a differenza dei singoli successivi Fatti più in là e Rimmel & Cipria, inclusi nell'album L'importante è non farsi notare (Colonna sonora del film), colonna sonora del film omonimo.

## Tracce
1. L'altra domenica (Rum and Coca Cola) (testo: Renzo Arbore – musica: Jeri Sullivan, Morey Amsterdam e Paul Baron)
2. Bela come me non hai avuto nessuno (testo: Renzo Arbore – musica: Adriano Fabi)

## Formazione
- Tito LeDuc
- Neil Hansen
- Mauro Bronchi

## Crediti
- Baba Yaga - cori
- Paolo Ormi - arrangiamenti